# Mgungira
Mgungira ist ein Verwaltungsbezirk (englisch Ward) des Distrikts Ikungi in der tansanischen Region Singida.

## Geografie
Mgungira ist ein Bezirk im nördlichen Zentralteil von Tansania etwa 80 Kilometer Luftlinie westlich der Regionshauptstadt Singida. Bei der Volkszählung 2022 lebten 16.929 Menschen in 2940 Haushalten auf einer Fläche von 470 Quadratkilometern.
Der Bezirk grenzt im Westen und im Nordwesten an die Region Tabora und sonst an drei Bezirke des Distrikts Ikungi:
| Miswaki | Mwaru                                       |          |
| Loya    | Kompassrose, die auf Nachbargemeinden zeigt | Ighombwe |
|         | Iyumbi                                      |          |

## Gliederung
Der Bezirk besteht aus drei Gemeinden (swahili Mtaa) mit neun Orten (Kitongoji):
| Mgungira - Mgungira - Magungumka - Makungu B - Malingil | Ufana - Ufana - Mwabarabara - Mtinje | Mwahalaja - Mwahalaja - Matumbili |

## Infrastruktur
- Bildung: Die Wembere Secondary School ist eine staatliche weiterführende Schule mit einer Ausbildung für Tagesschüler bis zur 4. Stufe.[8]
- Gesundheit: Im Bezirk liegt eine staatliche Apotheke.[9]